# Depot von Spittwitz (Fund 1)
Das Depot von Spittwitz (Fund 1) ist ein archäologischer Depotfund aus der Frühbronzezeit, der bei Spittwitz in der Nähe von Göda (Landkreis Bautzen) entdeckt wurde.
Der Hortfund wurde vor 1926 entdeckt, die genauen Fundumstände sind jedoch unbekannt. Er besteht aus einem Halsringbarren und 4 ovalen offenen Ringen. Die Datierung auf 1800–1600 v. Chr. weist den Fund der Aunjetitzer Kultur zu.